# Дотеп
До́теп — влучний, стислий, часто афористичний вислів із сатиричним або жартівливим відтінком. Комічне в дотепі ґрунтується на несподіваності паралелі образу, переосмислення вислову, зміни поведінки, ситуації.
Дотеп неодмінно вінчає розв'язку анекдотичного сюжету, присутній у бувальщинах, прислів'ях, коломийках, загадках та ін. фольклорних жанрах.
Наприклад:
- «Бійся вола спереду, коня ззаду, а дурня — зі всіх боків» (прислів'я).

## Джерело
- Літературознавчий словник-довідник за редакцією Р. Т. Гром'яка, Ю. І. Коваліва, В. І. Теремка. — К.: ВЦ «Академія», 2007